# Paloh Awe
Paloh Awe is een bestuurslaag in het regentschap Aceh Utara van de provincie Atjeh, Indonesië. Paloh Awe telt 364 inwoners (volkstelling 2010).